# Kaganga (periodiskt vattendrag i Burundi, Gitega)
Kaganga är ett periodiskt vattendrag i Burundi.   Det ligger i provinsen Gitega, i den centrala delen av landet, 70 kilometer öster om huvudstaden Bujumbura.
Omgivningarna runt Kaganga är en mosaik av jordbruksmark och naturlig växtlighet. Runt Kaganga är det tätbefolkat, med 459 invånare per kvadratkilometer.